# 第11航空団 (アメリカ軍)
第11航空団（だい11こうくうだん 11th Wing）はアメリカ空軍の航空団レベルの組織。空軍ワシントン地区隊傘下にある儀仗部隊であり、メリーランド州のアンドルーズ空軍基地に所在する。

## 概要
儀典やセレモニー実施が主任務であり、軍楽隊や儀仗部隊を有する。また、ワシントン周辺の空軍諸施設の維持管理も行なっている。部隊は2個群で編成されており、どちらもボーリング空軍基地に所在する。
第11航空団の前身は1948年11月18日に編成された第11爆撃航空団(11th Bomb Wing,11BW)である。11BWは第8空軍傘下の戦略爆撃機部隊としてB-36やB-52の運用を行なった。1962年3月30日に第11戦略航空宇宙航空団(11th Strategic Aerospace Wing)に改編され、B-52に加えアトラス大陸間弾道ミサイルも運用した。1968年7月2日に第11空中給油航空団(11th Air Refueling Wing)に改編されKC-135を運用したが1969年3月25日に編成解除されている。
現在のものは、1994年6月2日に編成された第11支援航空団(11th Support Wing)が1995年3月1日に改称したものである。

## 主要部隊
- 第11作戦群(11th Operations Group)：儀典やセレモニー実施関連部隊。
  - アメリカ空軍軍楽隊(United States Air Force Band)：軍楽隊。音楽演奏、儀典、広報任務。
  - アメリカ空軍儀仗隊(United States Air Force Honor Guard)：儀仗部隊。空軍に関連する儀仗の実施やアーリントン国立墓地におけるセレモニーの実施。マーチングドリル隊による広報。
  - アーリントン従軍牧師(Arlington Chaplaincy)：従軍牧師によるアーリントン国立墓地での葬儀・告別式の実施。
- 第11任務支援群(11th Mission Support Group)：ボーリング空軍基地および首都地域諸施設の維持管理。
  - 11th Force Support Squadron
  - 第11建設隊(11th Civil Engineer Squadron)：諸施設の建設・維持管理。
  - 第11契約隊(11th Contracting Squadron)：契約・会計管理。
  - 11th Logistics Readiness Squadron
  - 811th Force Support Squadron
- 第811作戦群(811th Operations Group)
  - 第1ヘリコプター飛行隊(1st Helicopter Squadron)：UH-1N輸送ヘリコプターの運行。
  - 第811作戦支援隊(811th Operations Support Squadron)
- 第11警備隊群(11th Security Forces Group)：アンドルーズ空軍基地及びボーリング空軍基地の警備。
  - 第11警備隊中隊(11th Security Forces Squadron)
  - 第11警備支援中隊(11th Security Support Squadron)
  - 第811警備隊中隊(811th Security Forces Squadron)